# 奧瑪里·瓊斯
奧瑪里·瓊斯（英語：Omari Jones，2002年11月7日—）是一名美國男子拳擊運動員。他在2021年世界拳擊錦標賽中贏得次中量級銀牌。2024年夏季奧林匹克運動會男子拳擊輕中量級（71公斤級）銅牌得主。

## 外部連結
- 奧瑪里·瓊斯在BoxRec的職業拳擊紀錄